# 人間人形 デッドドヲル
『人間人形 デッドドヲル』（にんげんにんぎょう でっどどおる、Dead Doll）は、2004年のアメリカ合衆国のホラービデオ映画。
日本では2005年にアルバトロスからDVDが発売された。

## ストーリー
モデルをしている女性と付き合っている彫刻家のブライアン・ライリーは、彼女を誰にも触れさせたくないという独占欲を抱き続けていた。そしてライリーはアトリエで女性をモデルとした作品の製作中に、彼女が昨日会った全ての人物との関係をしつこく問いただす。そんな異常に嫉妬深い彼に嫌気が差した女性は、これ以上我慢できないと言いついに別れを切り出す。だが女性が自分の元から去ってしまうことを恐れたライリーは、咄嗟に彼女を扼殺してしまう。女性の遺体を自宅に持ち帰った彼は、遺体に特別な処理を施して生きているように美しい人形を作り出す。ライリーはそのドールを誰の目にも触れないよう自宅に置き、生きている人間と同じように接していた。ある日運送会社従業員のハンクとエドがライリーから依頼を受け、完成した彫刻作品を受け取りに彼の家を訪れる。彼らが来たことを知ったライリーは、見つからないようドールをトイレに隠す。何回も呼びかけてようやく応対したライリーから運ぶ作品を受け取り、ハンクはエドにトラックまでの運搬を任せてトイレに行く。そこでドールを見たハンクはその美しさに惹かれて触れようとするが、それをライリーに見つかってもみ合いになる。その拍子にハンクはライリーをガラスに向かって突き飛ばし、ライリーは割れたガラスで深い傷を負う。多量の出血をしているライリーを見捨て、ハンクは急いでその場を去る。ライリーは出血により意識がもうろうとするなか、ドールから殺すしかなかったと謝られる。
夜ライリーの自宅に侵入したハンクは、彼の遺体近くにいたドールを盗み家に持っていく。家で酒に酔っていたハンクは、殺人を犯したのはお前のせいだとドールを責めてセックスしようとするが、逆に局部を切り裂かれて出血多量で死亡する。警察はハンクの死を自殺として処理し、刑事たちは現場写真を撮っていたトレヴァーだけ残して帰っていく。精神障害を抱えるトレヴァーは、ドールと恋人になるため連れ帰って一緒に暮らそうとする。それから数日後、彼が医師の診察を受けに来ないことを不審に思ったローラは、同僚の医師ブルース・マクイーンとともにトレヴァーのアパートを訪ねる。2人が彼の部屋に入るが、ローラはトレヴァーにコーヒーサーバーで殴り倒されてしまう。唖然とするマクイーンだが、ドールを見た彼は操られたようにフライパンでトレヴァーを殴り殺す。その後もライリーが作り上げたドールに惹かれて自分のものにしようとする人物たちは、誰もがドールに取り憑かれて殺人を犯し自分も死に追いやられていく。

## キャスト
※括弧内は日本語吹替
- ドール - ロミ・コッチ（小林沙苗）
- ブライアン・ライリー - ゴラン・デュキック（英語版）（江原正士）
- デイヴ - マット・ボーレン（遠藤純一）
- イジー - クリス・カーミオン（平川大輔）
- ブルース・マクイーン - エルンスト・ゴスナー（内田直哉）
- ピンソフ医師 - マイカル・P・ラザレフ
- マリア - ロリエル・ニュー
- サル - ジョー・バビッキ
- ハンク - グレッグ・ハリス
- トレヴァー - クリス・ジャクソン

## スタッフ
- 監督・製作総指揮：アダム・シャーマン
- 脚本：アザゼル・ジェイコブス（英語版）、アダム・シャーマン
- 製作：ジェームズ・ハンコック、マイカル・P・ラザレフ
- 撮影監督：ダニエル・アンドレイド
- プロダクションデザイナー：キャロライン・フォールマー
- 編集：ゴラン・デュキック（英語版）
- 音楽：ボビー・ジョンストン（英語版）

日本語版スタッフ
- 吹替翻訳：植田尚子
- 吹替演出：宇出喜美
- 吹替調整：山田明寛
- 吹替製作：市来満